# Protected Hell
Protected Hell (рус. Охраняемый ад) — восьмой студийный альбом немецкой группы Disbelief, вышедший в 2009 году.

## Об альбоме
Новый материал был записан в снова слегка изменённом составе, с тем же продюсером Майклом Майнксом, на его студии «MX», в городе Бухен на родине музыкантов. Альбом вышел 17 апреля 2009 года на лейбле «Massacre Records». Презентация материала до выхода альбома состоялась 6 февраля 2009 года в зале Headbangers Ballroom (Гамбург, Германия). Сразу же по окончании работы в студии группу был вынужден покинуть гитарист Йонас Халил. На его место был взят испанский гитарист Алехандро Варела, который также принимал участие в записи альбома в качестве сессионного музыканта.

## Список композиций
1. «Hell (Intro)» — 02:11
2. «A Place To Hide» — 04:56
3. «Hate/Aggression Schedule» — 04:07
4. «Nemesis Rising» — 04:05
5. «The Return Of Sin» — 05:01
6. «Hell Goes On» — 03:33
7. «S.O.S. — Sense Of Sight» — 03:51
8. «One Nation‘s Son» — 04:38
9. «Trauma (Instrumental)» — 01:01
10. «The Dark Soundscapes» — 05:16
11. «Room 309 (Kraftprinzip)» — 04:26
12. «Demon‘s Entry» — 05:04

## Специальное издание
Альбом также выходил в формате Digipack с бонус DVD, на который вошло выступление группы на фестивалях:
1. «Sundown Festival Abtsgmuend»
2. «Fuck the Commerce Festival»
3. «Millwooki Fest Astilero Spain»

Также на DVD вошли ещё клип на песню «Navigator», с одноимённого альбома и «Making of» к нему.

## Участники записи
- Карстен Ягер — вокал
- Виталий Уэбер — гитара
- Йонас Халил — гитара
- Йохен Транк — бас
- Кай Бергерин — ударные
- Алехандро Варела — сессионные гитары